# تشو مي (مغني)
تشو مي (بالصينية: 周覓) هو مغني وكاتب أغاني صيني، ولد في 19 أبريل 1986 في ووهان في الصين.

## وصلات خارجية
- تشو مي على موقع IMDb (الإنجليزية)
- تشو مي على موقع ميوزك برينز (الإنجليزية)
- تشو مي على موقع ديسكوغز (الإنجليزية)